# Centro Regionale di Informazione delle Nazioni Unite
Il principale compito del Centro Regionale di Informazione delle Nazioni Unite (United Nations Regional Information Centre for Western Europe, UNRIC), con sede a Bruxelles, è diffondere il messaggio delle Organizzazione delle Nazioni Unite e alimentare la consapevolezza e la conoscenza degli obiettivi delle Nazioni Unite. UNRIC serve le regioni dell'Europa occidentale fornendo e diffondendo materiale informativo, rapporti e documenti, comunicati stampa, poster, bollettini e brochure. L'intento è di raggiungere tutti i livelli della società e, a tal fine, la biblioteca di UNRIC resta aperta a tutte le richieste del pubblico che possono pervenire via telefono, e-mail o posta. I documenti e le pubblicazioni ONU sono disponibili in inglese, francese e spagnolo, mentre il materiale informativo è consultabile anche in altre lingue dell'Europa occidentale.
Il sito web di UNRIC è disponibile in 13 lingue: danese, inglese, finlandese, francese, tedesco, greco, islandese, italiano, olandese/fiammingo, norvegese, portoghese, spagnolo e svedese. Ogni sito, nelle rispettive lingue, contiene al suo interno informazioni sull'organizzazione dell'ONU, la sua struttura, gli obiettivi, i documenti principali, le agenzie affiliate, le opportunità di impiego o tirocinio e le principali aree di lavoro. Fornisce, inoltre, informazioni sui più importanti eventi, attività e cerimonie ONU, nonché sui programmi UNRIC e, più in generale, sulla famiglia delle Nazioni Unite nelle regioni interessate.
UNRIC si occupa, inoltre, dell'organizzazione di progetti e campagne di informazione in collaborazione con importanti partner, tra cui i governi, i media, le ONG, le istituzioni accademiche e le autorità locali.

## Paesi serviti da UNRIC
Dal 1º gennaio 2004 il Centro Regionale di Informazione delle Nazioni Unite (UNRIC) con sede a Bruxelles garantisce un servizio di informazione ai seguenti paesi dell'Europa occidentale:
- Andorra
- Belgio
- Cipro
- Città del Vaticano
- Danimarca
- Finlandia
- Francia
- Germania
- Grecia
- Irlanda
- Islanda
- Italia
- Lussemburgo
- Malta
- Monaco
- Norvegia
- Paesi Bassi
- Portogallo
- Regno Unito
- San Marino
- Spagna
- Svezia

UNRIC collabora anche con l'Unione europea nel campo dell'informazione.

## Responsabili della comunicazione
Il compito principale di un responsabile della comunicazione è la promozione del sistema e delle attività ONU nel paese o paesi da lui coperti. Questo può avvenire, ad esempio, attraverso l'implementazione di campagne informative, la divulgazione di materiale informativo e la pubblicazione di op-ed scritti da funzionari ONU.
Un responsabile della comunicazione è, inoltre, incaricato di organizzare interviste, conferenze stampa e briefing e di monitorare la copertura stampa su questioni ONU.
Gli incarichi di un responsabile della comunicazione includono la realizzazione di materiale stampa informativo e la cooperazione con partner chiave della società civile a livello regionale e nazionale.

## La biblioteca dell'UNRIC
La biblioteca conserva documenti e pubblicazioni ONU in inglese, francese e spagnolo, nonché materiale informativo su tematiche delle Nazioni Unite. La biblioteca fornisce servizio di consulenza via telefono, e-mail o posta, ed è aperta al pubblico.

## Campagne e Progetti

### CoolPlanet2009
CoolPlanet2009 è la campagna informativa europea dell'ONU sul cambiamento climatico. Il sito web Coolplanet2009.org è il cuore della campagna UNRIC, volto a stimolare interesse e coinvolgimento per le questioni del cambiamento climatico in Europa e a mobilitare i cittadini in vista del nuovo Conferenza sul cambiamento climativo di Copenaghen a dicembre 2009. La Bacheca degli eventi (Wall of Events) è un ideale punto di scambio di idee, innovazioni e progetti europei. È possibile, infatti, pubblicare le proprie proposte sul clima e monitorare l'attività degli altri attori in Europa.
Il sito web è stato inaugurato il 26 febbraio 2006 dal Primo Ministro islandese Jóhanna Sigurðardóttir a nome dei Primi ministri dei cinque paesi nordici partecipanti al Forum sulla globalizzazione tenutosi a Blue Lagoon, in Islanda.
CoolPlanet2009 ha unito le proprie forze con numerosi partner, i cosiddetti Cool Friends e Partners, come Yann Arthus Bertrand e Good Planet, la rock band islandese Sigur Rós, l'ONG Náttúra di Björk e tre presidenti della Road to Copenhagen: Margot Wallström, vicepresidente della Commissione Europea, Gro Harlem Brundtland, inviata speciale dell'ONU sui cambiamenti climatici e Mary Robinson, ex presidente dell'Irlanda.
CoolPlanet2009 è la branca europea della campagna globale ONU Seal the Deal (“D'accordo sull'Accordo”), che promuove Seal the Deal in Europa anche attraverso l'idea "Vesti Seal the Deal" in collaborazione con il designer belga Jean-Paul Knott. L'idea presenta strumenti sulla campagna Seal the Deal, che è possibile scaricare, basati sulla filosofia del fai da te e include cartoline, spille e t-shirt con il marchio Seal the Deal.

### Seal the Deal 2009
La campagna ONU Seal the Deal ha lo scopo di incoraggiare i governi a giungere a un accordo sul clima che sia giusto, equilibrato ed efficace, alla Conferenza di Copenaghen sul clima che si terrà tra il 7 e il 18 dicembre 2009. La campagna è stata lanciata il 5 giugno, in occasione della Giornata mondiale dell'ambiente.
La campagna Seal the Deal mira ad aumentare la consapevolezza sul cambiamento climatico e a evidenziare l'importanza della pressione delle persone nel mondo per far sì che i politici raggiungano un accordo al termine dell'incontro, il 18 dicembre. Per raccogliere il consenso pubblico Seal the Deal incoraggia gli utenti a firmare una petizione globale online, che sarà presentata ai leader del mondo. La petizione servirà a ricordare ai leader che devono negoziare un accordo giusto, equilibrato ed efficace a Copenaghen, e che devono essere «d'accordo sull'accordo» per il potenziamento degli spazi verdi, per proteggere il nostro pianeta e costruire un'economia globale che sia più sostenibile e prospera, e quindi di beneficio per tutte le nazioni e tutte le persone.

### L'educazione ai diritti umani
L'educazione ai diritti umani è una campagna UNRIC, iniziata nel 2009, per celebrare l'Anno internazionale per l'apprendimento dei diritti umani. Il sito della campagna è un punto di scambio di idee per insegnanti e studenti, dove è possibile scaricare materiale e accedere a informazioni, condividere esperienze sull'insegnamento e lo studio dei diritti umani, trovare contatti, link, partner, così come una vasta gamma di altre informazioni pratiche e importanti.

### Disegni per la Pace
Il potere e la responsabilità delle vignette politiche sono stati ben evidenziati dai disegni del Profeta Maometto e la controversa mostra di fumetti sull'Olocausto in Iran. 
Ideato dal fumettista francese Plantu, Disegni per la Pace è un movimento nato il 16 ottobre 2006 al quartier generale delle Nazioni Unite. Dodici dei più rinomati disegnatori da tutto il mondo hanno preso parte a una conferenza di due giorni su come «disimparare l'intolleranza». La conferenza era accompagnata da una mostra. È così che il movimento ebbe inizio.

### Il Forum sulle politiche dello sviluppo
Il Forum sulle politiche dello sviluppo (DPF) è una partnership tra il comitato basato a Bruxelles Friends of Europe, la Banca Mondiale, le Nazioni Unite, l'Agenzia francese di sviluppo (AFD), il Dipartimento per lo sviluppo internazionale (DfID) britannico e la Deutsche Gesellschaft für Internationale Zusammenarbeit (GIZ). Altri contribuenti sono Friedrich-Ebert-Stiftung (FES), il Fondo Monetario Internazionale (IMF), e il partenariato tra l'Unione europea e il Gruppo degli stati dell'Africa, dei Caraibi e del Pacifico (ACP). L'obiettivo della partnership è quello di affrontare le sfide emergenti nell'area delle politiche di sviluppo attraverso accesi dibattiti e analisi scritte.
Gli obiettivi del DPF sono:
- Aumentare la consapevolezza in merito a questioni relative allo sviluppo;
- Promuovere il dibattito su importanti e correlate tematiche politiche, economiche e sociali;
- Creare occasioni di dibattito tra autorità politiche, membri di organizzazioni nazionali, internazionali ed europee per lo sviluppo, cronisti e rappresentanti d'azienda col fine di discutere sullo sviluppo.

### United Nations Cinema
Gli appuntamenti offrono ai partecipanti l'opportunità di vedere documentari molto apprezzati, spesso pluripremiati, e di impegnarsi in discussioni interattive con alti funzionari delle Nazioni Unite e altre personalità. Clima, diritti umani, sviluppo sostenibile, pace e sicurezza sono solo alcuni degli importanti argomenti globali presentati nelle proiezioni.

## UNRIC Magazine
UNRIC Magazine  fornisce una panoramica degli eventi relativi alle Nazioni Unite che si svolgono nell'Europa occidentale (UNRIC Activities). Contiene inoltre rubriche di alti funzionari ONU, interviste del mese, materiale di riferimento su importanti recenti iniziative ONU, articoli dello staff di UNRIC, nuovi appuntamenti e lanci di rapporti. Le pubblicazioni della rivista sono mensili.